# Elecciones seccionales de Ecuador de 2004
Las Elecciones seccionales de Ecuador de 2004 se realizaron el 17 de octubre de 2004 para renovar los cargos de 22 Prefectos Provinciales, 91 Consejeros Provinciales, 219 Alcaldes, 893 Consejeros Municipales y 3980 miembros de juntas parroquiales rurales para los periodos 2005-2007 y 2005-2009.
En estas elecciones se aplicaron dos sistemas de votación y asignación de escaños. El primero fue el sistema de mayoría simple y se aplicó en los distritos uninominales correspondientes a alcaldes y prefectos. Los electores escogieron al candidato de su preferencia de una papeleta en donde constaban los nombres con su respectiva fotografía. El segundo fue un sistema de escogencia de listas o entre listas y se aplicó en los distritos plurinominales correspondientes a Consejeros, Concejales y miembros de Juntas Parroquiales Rurales.

## Resultados

### Prefecturas
| Partido político                                        | Resultados 2000 | Resultados 2004 | + / - |
| ------------------------------------------------------- | --------------- | --------------- | ----- |
| Partido Social Cristiano (PSC)                          | 5               | 4               | -1    |
| Izquierda Democrática (ID)                              | 5               | 4               | -1    |
| Movimiento de Unidad Plurinacional Pachakutik (MUPP)    | 5               | 3               | -1    |
| Democracia Popular-Unión Demócrata Cristiana (DP-UDC)   | 2               | 3               | +2    |
| Partido Roldosista Ecuatoriano (PRE)                    | 4               | 2               | -1    |
| Movimiento Popular Democrático (MPD)                    | 2               | 2               | +1    |
| Concentración de Fuerzas Populares (CFP)                | 0               | 2               | +2    |
| Partido Renovador Institucional Acción Nacional (PRIAN) | 0               | 1               | +1    |
| Independientes/Regionales                               | 5               | 1               | -1    |
| Total                                                   | 22              | 22              | +0    |

Fuente:

### Alcaldías
| Partido político                                        | Resultados 2000 | Resultados 2004 | + / - |
| ------------------------------------------------------- | --------------- | --------------- | ----- |
| Partido Social Cristiano (PSC)                          | 65              | 63              | +7    |
| Partido Roldosista Ecuatoriano (PRE)                    | 37              | 27              | -10   |
| Partido Sociedad Patriótica 21 de Enero (PSP)           | 0               | 24              | +24   |
| Movimiento de Unidad Plurinacional Pachakutik (MUPP)    | 30              | 20              | +3    |
| Izquierda Democrática (ID)                              | 28              | 19              | -8    |
| Partido Renovador Institucional Acción Nacional (PRIAN) | 0               | 19              | +19   |
| Democracia Popular-Unión Demócrata Cristiana (DP-UDC)   | 36              | 15              | -18   |
| Movimiento Popular Democrático (MPD)                    | 19              | 9               | +4    |
| Concentración de Fuerzas Populares (CFP)                | 12              | 4               | -8    |
| Partido Socialista Frente Amplio (PS-FA)                | 18              | 3               | -3    |
| Independientes/Regionales                               | 25              | 16              | -6    |
| Total                                                   | 215             | 219             | +4    |

Fuente:

#### Elecciones municipales por cantón
- Elecciones del Distrito Metropolitano de Quito de 2004
- Elecciones municipales de Guayaquil de 2004
- Elecciones municipales de Cuenca de 2004